# Штелле-Віттенвурт
Штелле-Віттенвурт (нім. Stelle-Wittenwurth) — громада в Німеччині, розташована в землі Шлезвіг-Гольштейн. Входить до складу району Дітмаршен. Складова частина об'єднання громад КЛГ-Гайдер-Умланд.
Площа — 10,71 км2. Населення становить 449 ос. (станом на 31 грудня 2020).

## Галерея

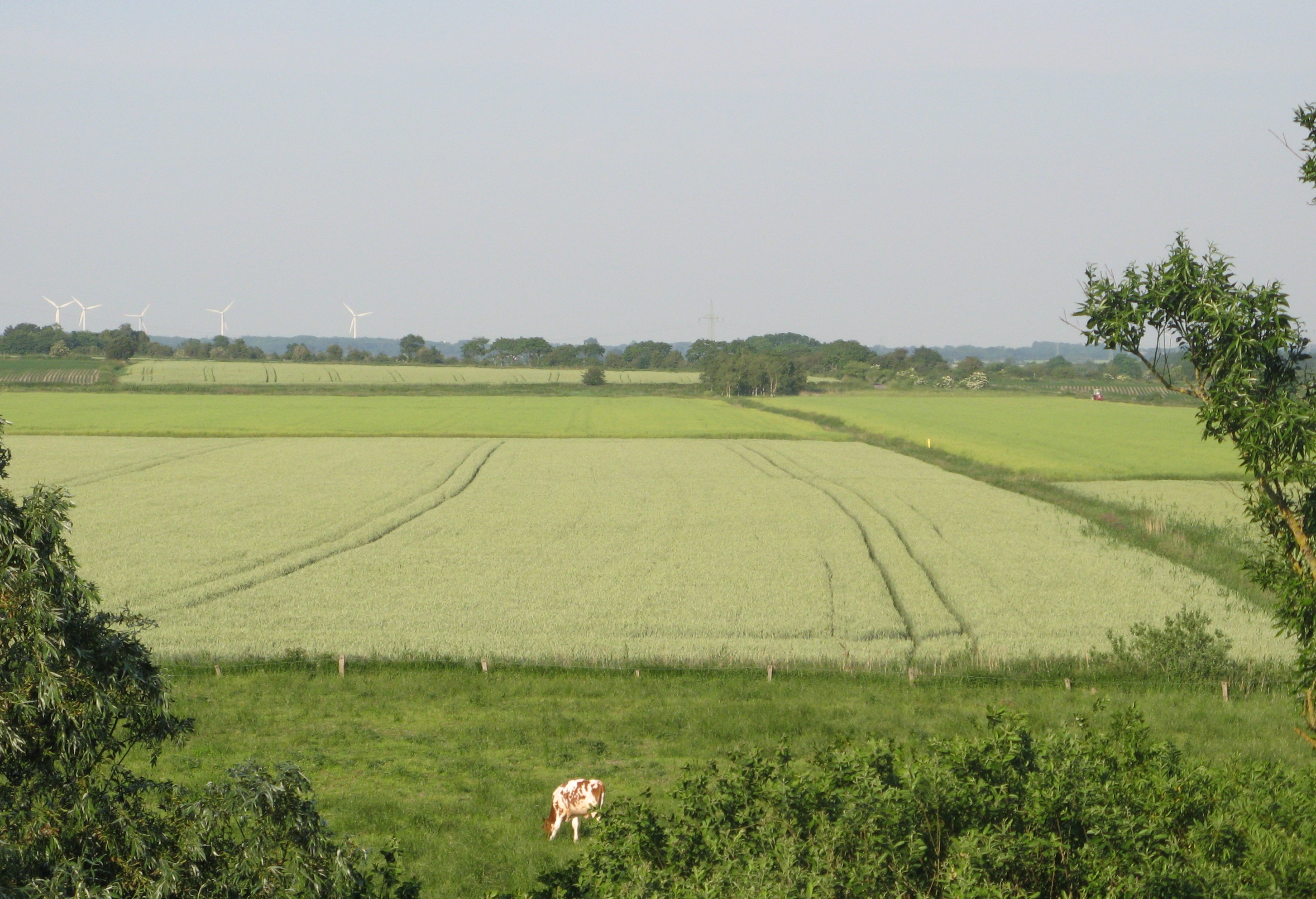